# Reduceerventiel

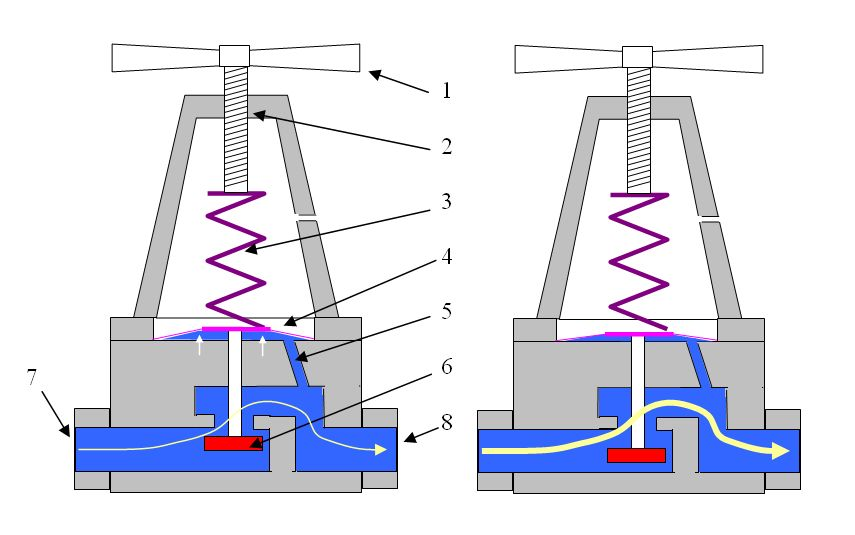
Schematische weergave van het werkingsprincipe van een reduceerventiel. Zie de tekst voor de beschrijving van de werking van de componenten.

Een reduceerventiel is een ventiel dat ervoor zorgt dat gas of vloeistof, aangevoerd uit een bron met hogere druk, geleverd kan worden aan een gebruiker op een enigszins constante lagere druk. Het verlaagt de druk van het gas of vloeistof uit de bron voor gebruik.

## Samenstellende delen
Een reduceerventiel bestaat uit een regelklep die bediend wordt door een membraan dat door een veer of door gasdruk onder spanning gehouden wordt. Als de druk te veel zakt (bijvoorbeeld door meer vraag) zal het membraan de klep verder openen zodat er meer gas of vloeistof toestroomt. Als de druk hoger wordt zal de klep weer wat sluiten. 

## Werking
Instelknop 1 en spindel 2 brengt spanning op veer 3, wat een kracht op membraan 4 aanbrengt. Aan de andere zijde van het membraan staat de druk van het medium (5), welke in open verbinding staat met de druk aan de uitgang (8) van het ventiel. Als bijvoorbeeld de druk aan de uitgang zakt, dan drukt de veer klep 6 verder open, waardoor de toegenomen stroming in staat kan zijn de ingestelde, gewenste, druk te handhaven.

## Dimensionering
Bij de keuze van een geschikt type reduceerventiel wordt gelet op het soort medium, de gewenste range van de aanvoer- en uitgangsdruk, de gewenste doorstroming (debiet), de regelnauwkeurigheid. Het onder punt 6 (zie bij "werking") genoemde effect in de uitgangsdruk kan slechts plaatsvinden indien de doorlaatopening van het ventiel groot genoeg is om bij de aangesloten gebruiker een drukstijging te bewerkstelligen.

## Voorbeelden van reduceerventielen
- gascilinders van lasbranders
- ademluchtinstallatie ("perslucht") zoals door sportduikers en brandweer worden gebruikt.
- De gasdrukregelaar voor de gasmeter in huishoudens. Ook verderop in het gasnet worden ze veel toegepast.